# 不破整
不破整，（日语：不破整，1915年—2004年之前）日本足球運動員，前日本國家足球隊成員，並參加1936年夏季奥林匹克运动会。

## 俱乐部生涯
不破整在早稲田WMW开始足球生涯。

## 日本國家足球隊
不破整参加了1936年夏季奥林匹克运动会。（日本 3-2 瑞典 8月4日，日本 0-8 意大利 8月7日）